# 馬特維伊夫卡 (扎波羅熱區)
馬特維伊夫卡（烏克蘭語：Матвіївка），是烏克蘭東南部扎波羅熱州扎波羅熱區马特维伊夫卡市镇内的村落及其行政中心。始建於1918年，面積4.25平方公里，海拔高度103米，2024年人口3,511，人口密度每平方公里919人。